# Zîmîne (Zîmîne), Rozdolne
Zîmîne (în ucraineană Зимине) este localitatea de reședință a comunei Zîmîne din raionul Rozdolne, Republica Autonomă Crimeea, Ucraina.

## Demografie
Componența lingvistică a localității Zîmîne
     Rusă (68,6%)
     Ucraineană (21,69%)
     Tătară crimeeană (4,22%)
     Alte limbi (0,89%)
Conform recensământului din 2001, majoritatea populației localității Zîmîne era vorbitoare de rusă (68,6%), existând în minoritate și vorbitori de ucraineană (21,69%) și tătară crimeeană (4,22%).